# Singalongs (Melo-M album)
Singalongs er det andet studiealbum udgivet af den instrumentale cello rock trio Melo-M fra Letland. Albummet er produceret af Kārlis Auzāns og indspillet 2007 i Chellout Studios i Riga, Letland. Albummet består af 11 coverversioner.

## Medvirkende
- Kārlis Auzāns (alias Charlie Lee)  – Cello, sang (spor 1, 3 og 6).
- Valters Pūce (alias Walis Shmuls) – Cello.
- Antons Trocjuks (alias Tonny Trolly) – Cello.
- Vilnis Krieviņš – Trommer (spor 1, 2, 4 til 11).
- Andris Buikis – Trommer (spor 3).

## Sporliste
| Nr.           | Titel                                                                            | Længde |
| ------------- | -------------------------------------------------------------------------------- | ------ |
| 1.            | "Daddy Cool" (med Maizie Williams)                                               | 3:43   |
| 2.            | "Come Together"                                                                  | 3:18   |
| 3.            | "Ghostbusters" (med Intars Busulis)                                              | 2:27   |
| 4.            | "Take on Me"                                                                     | 3:30   |
| 5.            | "I Will Survive"                                                                 | 3:47   |
| 6.            | "99 Red Balloons"                                                                | 3:05   |
| 7.            | "Ring of Fire"                                                                   | 3:13   |
| 8.            | "Mission Impossible"                                                             | 3:27   |
| 9.            | "Those Were the Days"                                                            | 4:13   |
| 10.           | "Svefn-g-englar"                                                                 | 8:46   |
| 11.           | "Даваи Женись" (med Raimonds Pauls på piano, Jay Stever og Laima Vaikules vokal) | 3:40   |
| Total længde: | Total længde:                                                                    | 43:09  |